# Теверола
Теверо̀ла (на италиански: Teverola) е град и община в Южна Италия, провинция Казерта, регион Кампания. Разположен е на 25 m надморска височина. Населението на общината е 13 707 души (към 2010 г.).